# Pablo Torre (director de cine)
Pablo Torre es un director y guionista de cine nacido en Argentina que ha realizado varios largometrajes. Es uno de los dos hijos del también director Leopoldo Torre Nilsson. También escribió la novela La ensoñación del biógrafo que le sirvió de base al guion del filme La mirada de Clara.

## Su relación con el cine
En 2007 en un reportaje dijo Torre:

”El cine en mi familia fue una condena. Somos la única familia en la historia con cuatro generaciones de directores, pero estamos condenados al cine, porque a todos nos fue muy mal…Mi padre murió pobre, enfermo y condenado por censuras y exilios. Mi abuelo tampoco tuvo una vida fácil y mi hermano y yo hemos perdido todo lo que teníamos. El cine ha sido una desdicha en la familia” 

También afirmó en el mismo reportaje que su padre renegó del cine, que siempre quiso ser escritor, un Borges o un Proust, pero la pasión del juego lo obligó a encontrar un oficio que le permitiera vivir. Agregó que  quiso impulsarlo a que se dedicara a la literatura y no se vinculara al cine, pero lo desoyó.
La primera película que dirigió fue El amante de las películas mudas en la cual un viejo galán evoca historias vinculadas al cine mudo y un niño lo observa. El filme participó en festivales donde obtuvo un premio y varias nominaciones. Algunas de las críticas fueron:

Paraná Sendós en Ámbito Financiero escribió:

«Está bien que el asunto es mortuorio, pero no tenía que serlo también el ritmo.»

Axel Kuschevatzky opinó:

«Con un abuso de la voz en off y una incapacidad narrativa increíble, el debut de Pablo Torre como realizador recuerda al primer film de su hermano Javier: Fiebre amarilla. Una película pretenciosa, cuadrada y olvidable.»

Isabel Croce en La Prensa opinó:

«La inclusión de fragmentos de películas mudas, con su comicidad directa y mágica ingenuidad es otro acierto de esta película.»

El siguiente filme fue La cara del ángel, que relata la vida de un niño que se escondió dentro de un reloj evitando así ser secuestrado junto a sus padres durante la dictadura militar y pasa a vivir en un asilo hasta su etapa adulta. La película motivó opiniones contradictorias.

Hebe de Bonafini dijo que el filme estaba realizado con “amor y respeto hacia nuestros hijos” en tanto Gustavo J. Castagna en El Amante del Cine opinó que “el apriete del chico nazi a su novia, pidiéndole que le nombre a Hitler, es una de las escenas más reaccionarias y repulsivas que mostró el cine argentino en muchos años”, Quintín la calificó en la revista 3 puntos de “obra monstruosa y descontrolada que escapa  de lo cinematográfico” y Alberto Farina en El Cronista Comercial dijo que no era una película de revisionismo crítico sobre el pasado político argentino sino sobre el fascismo y la dictadura argentina en la visión de un niño que no solo participa como víctima sino que se contagia de sus verdugos.
Por su parte Manrupe y Portela señalaron que el filme contiene “un poco frecuente muestrario de las rueldades de la niñez –los chicos aquí son represores y reprimidos- y un odio poco frecuente en el cine del tema y Horacio Bernades escribió que la película se reduce al esencialismo más elemental y tiene una resolución digna de un culegrón.

## Filmografía
Director
- Las voces (2012)
- La mirada de Clara (2007)[4]
- La cara del ángel (1999)[3]
- El amante de las películas mudas (1994)[2]

Guionista
- Las voces (2012)
- La mirada de Clara (2007)
- La cara del ángel (1999)
- El amante de las películas mudas (1994)

Productor
- Las voces (2012)
- La mirada de Clara (2007)

Actor
- El amante de las películas mudas (1994) (Voz)

Pasante de asistente de dirección
- La maffia (1972)

## Premios y nominaciones

### El amante de las películas mudas
Asociación de Cronistas Cinematográficos de la Argentina, 1995
- Alfredo Alcón: candidato al Premio Cóndor de Plata al Mejor Actor.
- Carola Reyna: candidata al Premio Cóndor de Plata a la Mejor Actriz.
- Marcelo Iaccarino: candidato al Premio Cóndor de Plata a la Mejor Fotografía.
- Pepe Uria: candidato al Premio Cóndor de Plata a la Mejor Escenografía.

Festival de Cine de Bogotá, 1995
- Pablo Torre: ganador del Premio Círculo Precolombino de Plata a la Mejor Película.

### La cara del ángel
Festival Internacional de Cine de Mar del Plata 1999
- Ganadora del Premio al Mejor Guion.